# Era (proyecto musical)
Era —acrónimo de Eminential Rhythm of the Ancestors, estilizado como +eRa+— es un proyecto musical del compositor francés Eric Lévi, que mezcla cantos gregorianos con ritmos modernos como el rock, el pop y el dance, clasificado dentro de la música New Age.

## Estilo
Era mezcla cantos gregorianos y ocasionalmente músicas del mundo con arreglos electrónicos y pop-rock contemporáneos. Es una reminiscencia de proyectos musicales de la nueva era como Enigma, Gregorian y Deep Forest. Las letras están escritas en un idioma imaginario basado en el latín (sonando muy parecido) y en ocasiones en inglés, y algunas se basan en las creencias de los cátaros.
La letra de algunas canciones incluye estrofas escritas en un idioma imaginario inspirado en el latín, pero sin significado.

## Discografía

### Álbumes
- 1996: Era
- 1998: Era (Reedición)
- 2000: Era 2
- 2003: The Mass
- 2004: The Very Best of Era
- 2008: Reborn
- 2009: Classics
- 2010: Classics II
- 2010: The Essential
- 2013: Arielle Dombasle by Era
- 2017: The 7th Sword
- 2022: The Live Experience (En vivo)

### Sencillos
- Ameno
- Mother
- Enae Volare Mezzo
- Misere Mani
- Divano
- Infanati
- Don't U
- The Mass
- Looking for Something
- Don't go Away
- Looking for Something (Darren Tate Mix)
- Reborn
- Prayers
- Kilimandjaro
- The Chosen Prayer
- Ave Maria (Arielle Dombasle by Era)
- 7 Seconds (Cover by Era)
- Hurricane
- Kilimandjaro (Dark Remix)
- Not This Time
- Ameno Metal (The Live Experience)
- The Mass (Jesse Bloch Remix)